# Time and Glass
Vremya i Steklo (tiếng Ukraina: Время и Стекло, tiếng Anh: "Time and Glass", một lối chơi chữ từ время истекло, "time has run out") là nhóm nhạc pop hai thành viên đến từ Ukraina. Hai thành viên trong nhóm là Aleksey Zavgorodniy và Nadya Dorofeeva.

## Danh sách album

### Đĩa đơn
- 2010 — «Так выпала Карта» (So the card fell out)
- 2011 — «Любви Точка Нет» (Love.net)
- 2011 — «Серебряное море» (Silver sea)
- 2011 — «Кафель» (Tile)
- 2012 — «Гармошка» (Harmonica)
- 2012 — «Слеза» (Tear)
- 2013 — «#кАроче» (#Shorter)
- 2013 — «Потанцуй со мной» (Dance with Me)
- 2014 — «Забери» (Take it)
- 2015 — «Имя 505» (Name 505)
- 2015 — «Песня 404» (song 404)
- 2015 — «Опасно 220» (Dangerous 220)
- 2015 — «Ритм 122» (Rhythm 122)
- 2016 — «Навернопотомучто» (Probably because)
- 2016 — «На Стиле» (In Style)
- 2017 — «Back2Leto»
- 2017 — «Тролль» (Troll)
- 2018 — «До зірок» (To the stars, nhạc phim điện ảnh The Stolen Princess)
- 2018 — «ТОП» (TOP)
- 2018 — «Е,Бой» (Yeah, Boy)